# Tomaž Šalamun
Tomaž Šalamun, född 4 juli 1941 i Zagreb, död 27 december 2014 i Ljubljana, var en slovensk poet.

## Biografi
Šalamuns familj flyttade snart från Zagreb till kuststaden Koper i Slovenien, där han växte upp. Šalamun tog examen i konsthistoria i Ljubljana 1966. Samma år utkom hans första diktsamling, Poker. Med sitt nydanande språk revolutionerade han den slovenska litteraturen och öppnade för en större poetisk frihet.
Mellan åren 1971 och 1973 återfanns Šalamun på universitetet i Iowa inom ramen för universitetets internationella författarprogram. Šalamun mottog även ett Fulbright-stipendium från amerikanska staten för studier vid Columbia University i New York och varit gästprofessor vid universitet i Alabama, Georgia, Massachusetts och Tennessee. I perioder var Šalamun även gästförfattare vid DAAD Berlin, Bogliasco, Cité internationale des Arts, Yaddo och McDowell.
Från 1996 och tre år framåt var han slovensk kulturattaché i New York.
Šalamun var ledamot av Slovenska akademija znanosti in umetnosti (den slovenska konst- och vetenskapsakademin) och bor mestadels i Ljubljana.

## Verk
Šalamun publicerade över trettio diktsamlingar i sitt hemland och anses vara en av de mest produktiva samtida författarna i Slovenien. Hans verk har översatts till arton språk, däribland svenska (se Hans Åkerströms bibliografi s. 14-15). Efter att Åkerström färdigställde sin bibliografi har ännu en översättningsvolym utkommit: När jag läser dig, simmar jag (översättning av Sophie Sköld i samarbete med Jonas Ellerström, Rámus, 2010)

## Priser och utmärkelser
Šalamuns poesi har belönats med många priser. På hemmaplan har han erhållit det högsta slovenska litteraturpriset, Prešerenpriset, och i Amerika med Pushcart-priset.

### Fotnoter
1. ↑  SNAC, SNAC Ark-ID: w69c90b9, läs online, läst: 9 oktober 2017.[källa från Wikidata]
2. 1 2  Internet Speculative Fiction Database, ISFDB författar-ID: 251440, läst: 9 oktober 2017.[källa från Wikidata]
3. 1 2  Brockhaus Enzyklopädie, Brockhaus Enzyklopädie-ID: salamun-tomaz.[källa från Wikidata]
4. 1 2 3  Tjeckiska nationalbibliotekets databas, NKC-ID: jn20011018436, läst: 23 november 2019.[källa från Wikidata]
5. ↑  Tjeckiska nationalbibliotekets databas, NKC-ID: jn20011018436, läst: 30 augusti 2020.[källa från Wikidata]
6. 1 2  Archive of Fine Arts, abART person-ID: 160569, läs online, läst: 1 april 2021.[källa från Wikidata]
7. ↑  Acclaimed poet Šalamun dies